# Map of the Soul: Persona
Map of the Soul: Persona là mini album thứ sáu của nhóm nhạc nam Hàn Quốc BTS. Nó được phát hành vào ngày 12 tháng 4 năm 2019, thông qua Big Hit Entertainment với "Boy with Luv" là bài hát chủ đề. Đây là phần tiếp theo cho các album năm 2018, Love Yourself: Tear và Love Yourself: Answer, và trước chuyến lưu diễn thế giới Love Yourself: Speak Yourself. Nam ca sĩ người Mỹ Lauv đã xuất hiện trong một phiên bản của bài hát "Make It Right" được phát hành vào ngày 18 tháng 10 năm 2019, như đĩa đơn thứ hai từ album.
Mini album đã ra mắt ở vị trí số 1 trên Billboard 200 của Hoa Kỳ, đưa BTS trở thành nhóm nhạc đầu tiên kể từ The Beatles có 3 album quán quân trong vòng chưa đầy một năm. Album cũng đứng đầu các bảng xếp hạng của Vương quốc Anh, Scotland, New Zealand và Úc, khiến BTS trở thành nghệ sĩ Hàn Quốc đầu tiên đạt được album quán quân tại mỗi quốc gia này. Ngoài ra, album đã bán được 3,2 triệu bản trong một tháng, trở thành album bán chạy nhất tại Hàn Quốc, thay thế kỷ lục 24 năm trước đó.

## Bối cảnh và phát hành
BTS lần đầu tiên công bố Map of the Soul: Persona vào ngày 11 tháng 3 năm 2019, đơn đặt hàng trước bắt đầu vào ngày 13 tháng 3. Mini album đã đánh dấu một "kỷ nguyên mới" trong đĩa nhạc của nhóm, sau khi hoàn thành chuỗi album Love Yourself vào năm 2018 với việc phát hành Love Yourself: Tear và Love Yourself: Answer. Nó được ấn định ngày phát hành trước khi nhóm bắt đầu mở rộng chuyến lưu diễn thế giới Love Yourself World Tour, có tên Love Yourself: Speak Yourself.
Vào ngày 27 tháng 3, nhóm đã phát hành "đoạn giới thiệu cho sự trở lại" cho album của họ, mang tên "Persona" mà sau này trở thành phần giới thiệu cho mini album. Bản solo có sự góp mặt của RM, trưởng nhóm của BTS, và được mô tả bởi Natalie Morin của Refinery29 là "một bài hát đầy màu sắc, năng động" và "phù hợp với các chủ đề mới và khám phá bản thân của nhóm", với những lời bài hát như "Tôi là ai? Câu hỏi tôi đã có trong suốt cuộc đời..." và "Những khiếm khuyết của tôi mà tôi biết... Sự tiếc nuối chẳng còn khiến tôi chán ngấy."
Vào ngày 31 tháng 3, Big Hit đã phát hành 2 trong 4 bộ ảnh khái niệm đầu tiên được đặt là phiên bản 1–4. "Phiên bản 1" cho thấy "BTS đang chơi đùa trong một gian hàng chụp ảnh", với những bức ảnh chụp một mình "thể hiện từng thành viên trong nhiều tư thế khác nhau". "Phiên bản 2" nhấn mạnh "các khía cạnh hoặc tính cách khác nhau của mỗi thành viên BTS", như được mô tả bởi Billboard. Hai phiên bản cuối cùng được phát hành vào ngày 3 tháng 4. "Phiên bản 3" cho thấy các thành viên của nhóm đang tạo dáng với hoa hồng trong một căn phòng tông màu hồng. "Phiên bản 4" có hình ảnh họ tạo dáng với nho hoặc dâu tây trong khi mặc trang phục thanh lịch và trang sức.
Vào ngày 7 tháng 4, nhóm đã phát hành đoạn giới thiệu cho video âm nhạc đầu tiên, tiết lộ rằng nữ ca sĩ người Mỹ Halsey sẽ tham gia bài hát và tên của bài hát chủ đề sẽ có tên là "Boy with Luv." Một ngày sau, vào ngày 8 tháng 4, nhóm đã phát hành danh sách bài hát và bìa đĩa của album, đồng thời tiết lộ 7 bài hát của mini album. Vào ngày 10 tháng 4, BTS đã phát hành đoạn giới thiệu cuối cùng, thứ hai của bài hát, bao gồm một bản mẫu dài hơn của bài hát. Một phiên bản mới của bài hát "Make It Right", với sự góp giọng của nam ca sĩ người Mỹ Lauv, được phát hành vào ngày 18 tháng 10 như đĩa đơn thứ hai từ album.

## Sáng tác và sản xuất
Map of the Soul: Persona có ảnh hưởng từ nhiều nơi khác nhau. Bản thân album được dựa trên cuốn sách Jung's Map of the Soul, về những lý thuyết mà Carl Jung đã tạo ra cho tâm lý học.
Bài hát chủ đề "Boy with Luv" hợp tác với Halsey, được mô tả là một bài hát thuộc thể loại funk pop về hạnh phúc và tình yêu. Nó được ví như một bài hát song song với bài hát "Boy in Luv" trước đó của nhóm. Trong video âm nhạc của "Persona", các cụm từ như "persona" ("tính cách"), "shadow" ("bóng tối") và "ego" ("cái tôi") đều được đề cập trực tiếp đến lý thuyết của Carl Jung. Nó được mô tả như một bài hát đang cố gắng trả lời câu hỏi "Tôi là ai?"
"Mikrokosmos" và "Home" là những bài hát dành tặng cho người hâm mộ, vì họ là ngôi nhà an ủi BTS khi nhóm mệt mỏi và cô đơn. Bài hát "Mikrokosmos" được đặt tên theo "microcosm" trong tiếng Hy Lạp, và tên tiếng Hàn của bài hát, "소우주" (Romaja: So-u-ju), có ý nghĩa tương tự. BTS tuyên bố rằng "Mikrokosmos" sẽ "vẽ nên thế giới thông qua sự quan tâm của con người".
"Make It Right" là sự hợp tác giữa BTS và Ed Sheeran, và "Jamais Vu" là bài hát của nhóm nhỏ bao gồm các thành viên J-Hope, Jin, và Jungkook. Mini album cũng có các đề cập đến thần thoại Hy Lạp, với bài hát có tên "Dionysus", vị thần rượu nho của Hy Lạp và các hình ảnh teaser của nhóm có sự xuất hiện của những chùm nho. Nó được mô tả là một bài hát hip hop mạnh mẽ với nhịp điệu mãnh liệt và ảnh hưởng từ rock.

## Nhân sự
| - Adora - sáng tác, chỉnh sửa kỹ thuật số, hợp xướng - Tushar Apte - sáng tác - Arcades - sản xuất - Bad Milk - sản xuất - BTS - hát chính - Roman Campolo - sáng tác - El Capitxn - chỉnh sửa kỹ thuật số - Bobby Chung - sáng tác - Lauren Dyson - sáng tác - Melanie Joy Fontana - sáng tác, hợp xướng - Ashley Frangipane - hát chủ đề, sáng tác, hợp xướng - Stewy Gibson - sáng tác - Fred Gibson - sản xuất, sáng tác, trống, đàn organ,, lập trình - Max Lynedoch Graham - sáng tác, guitar, đàn organ, bộ gõ, vocoder, lập trình - Jo Hill - sáng tác - "Hitman" Bang - sáng tác - Hiss Noise - sáng tác, sản xuất, đàn organ, guitar, kỹ thuật viên âm thanh, chỉnh sửa kỹ thuật số - Jeong U-yeong - chỉnh sửa kỹ thuật số - J-Hope - sáng tác, hát theo, hợp xướng - Jungkook - điệp khúc | - Kim Si-yeon - kỹ thuật viên âm thanh - Lee Tae-uk - guitar - Marcus McCoan - sản xuất, sáng tác, hợp xướng, lập trình - Park Jin-sae - kỹ thuật viên âm thanh - Pdogg - sáng tác, sản xuất, sắp xếp giọng hát, sắp xếp rap, đàn organ, kỹ thuật viên âm thanh, chỉnh sửa kỹ thuật số - Phil X - guitar - RM - sáng tác, sắp xếp rap, hát theo, hợp xướng, kỹ thuật viên âm thanh - Owen Roberts - sáng tác, đàn orgab, bộ gõ - Julia Ross - sáng tác - Michel "Lindgren" Schulz - sáng tác, kỹ thuật viên âm thanh - Ed Sheeran - sáng tác - Song Jae-kyung - sáng tác - Suga - sáng tác - Boi - sáng tác, sắp xếp rap, kỹ thuật viên âm thanh, chỉnh sửa kỹ thuật số - Matty Thompson - sáng tác nhạc, guitar, đàn organ, bộ gõ, vocoder - Emily Weisband - sáng tác - Alex Williams - kỹ thuật viên âm thanh - Krysta Youngs - sáng tác |

## Giải thưởng
| Nhà xuất bản         | Danh sách                                                            | Vị trí | Nguồn  |
| -------------------- | -------------------------------------------------------------------- | ------ | ------ |
| 24/7 Wall St         | Album xuất sắc nhất của năm                                          | 15     | [ 20 ] |
| AllMusic             | Đánh giá năm 2019 của AllMusic: Album nhạc Pop được yêu thích nhất   | —      | [ 21 ] |
| Billboard            | 25 album K-pop xuất sắc nhất năm 2019: Lựa chọn của các nhà phê bình | 16     | [ 22 ] |
| Consequence of Sound | 50 album hàng đầu của năm 2019                                       | 32     | [ 23 ] |
| The Diamondback      | Đánh giá hàng năm: Những album xuất sắc nhất năm 2019                | —      | [ 24 ] |
| NME                  | 50 album xuất sắc nhất năm 2019                                      | 36     | [ 25 ] |
| PopCrush             | Album nhạc Pop xuất sắc nhất năm 2019                                | —      | [ 26 ] |

| Năm  | Giải thưởng             | Hạng mục                | Kết quả   | Nguồn  |
| ---- | ----------------------- | ----------------------- | --------- | ------ |
| 2019 | Melon Music Awards      | Album của năm           | Đoạt giải | [ 27 ] |
| 2019 | Mnet Asian Music Awards | Album của năm           | Đoạt giải | [ 28 ] |
| 2020 | Gaon Chart Music Awards | Album của năm – Quý 2   | Đoạt giải | [ 29 ] |
| 2020 | Gaon Chart Music Awards | Album bán lẻ của năm    | Đoạt giải | [ 29 ] |
| 2020 | Golden Disc Awards      | Bonsang đĩa cứng        | Đoạt giải | [ 30 ] |
| 2020 | Golden Disc Awards      | Daesang đĩa cứng        | Đoạt giải | [ 30 ] |
| 2020 | Seoul Music Awards      | Giải thưởng Bonsang     | Đoạt giải | [ 31 ] |
| 2020 | Seoul Music Awards      | Album của năm (Daesang) | Đoạt giải | [ 31 ] |

## Danh sách bài hát
Dưới đây là danh sách các bài hát nằm trong album:
| STT              | Nhan đề | Sáng tác | Sản xuất                | Thời lượng |
| ---------------- | --- | --- | ----------------------- | ---------- |
| 1.               | "Intro: Persona" | Hiss Noise RM Pdogg | Hiss Noise              | 2:54       |
| 2.               | "Boy with Luv" (작은 것들을 위한 시; Jageun geotdeureul wihan si [lit. "A Poem for Small Things"]) (featuring Halsey) | Pdogg RM Melanie Joy Fontana Michel "Lindgren" Schulz "Hitman" Bang Suga Emily Weisband J-Hope Ashley Frangipane                                    | Pdogg                   | 3:49       |
| 3.               | "Mikrokosmos" (소우주; Souju [lit. "Small Universe"])                                                                 | Matty Thomson Max Lynedoch Graham Marcus McCoan Ryan Lawrie James F. Reynolds RM Suga J-Hope "DJ Swivel" Young Candace Nicole Sosa Fontana Lindgren | Arcades                 | 3:46       |
| 4.               | "Make It Right" | Fred Gibson Ed Sheeran Benjy Gibson Jo Hill RM Suga J-Hope                                                                                          | Fred Gibson             | 3:42       |
| 5.               | "Home" | Pdogg RM Lauren Dyson Tushar Apte Suga J-Hope Krysta Youngs Julia Ross Bobby Chung Song Jae-kyung Adora                                             | Pdogg                   | 4:00       |
| 6.               | "Jamais Vu" (performed by Jin, J-Hope, and Jungkook)                                                                  | McCoan Owen Roberts Thomson Graham Reynolds RM J-Hope "Hitman" Bang                                                                                 | Arcades Bad Milk McCoan | 3:46       |
| 7.               | "Dionysus" | Pdogg J-Hope Supreme Boi RM Suga Roman Campolo | Pdogg                   | 4:08       |
| Tổng thời lượng: | Tổng thời lượng: | Tổng thời lượng: | Tổng thời lượng:        | 26:05      |

## Chứng nhận và doanh số 
| Quốc gia                                                                                             | Chứng nhận | Số đơn vị/doanh số chứng nhận |
| --- | ---------- | ----------------------------- |
| Bỉ (BEA)                                                                                             | Vàng       | 10.000‡                       |
| China                                                                                                | —          | 509,682                       |
| Pháp (SNEP)                                                                                          | Vàng       | 50.000‡                       |
| Nhật Bản (RIAJ)                                                                                      | Vàng       | 353,847                       |
| Ba Lan (ZPAV)                                                                                        | Vàng       | 10.000‡                       |
| Hàn Quốc (KMCA)                                                                                      | 3× Million | 3,718,230                     |
| Anh Quốc (BPI)                                                                                       | Vàng       | 100.000‡                      |
| Hoa Kỳ (RIAA)                                                                                        | Vàng       | 500.000‡                      |
| * Chứng nhận dựa theo doanh số tiêu thụ. ‡ Chứng nhận dựa theo doanh số tiêu thụ và phát trực tuyến. |            |                               |

## Lịch sử phát hành
| Quốc gia       | Thời gian           | Định dạng              | Hãng thu âm                    |
| -------------- | ------------------- | ---------------------- | ------------------------------ |
| Hàn Quốc       | 12 tháng 4 năm 2019 | CD Tải xuống Streaming | Big Hit Dreamus [ 43 ]         |
| Nhật Bản       | 12 tháng 4 năm 2019 | CD Tải xuống Streaming | Big Hit iriver Def Jam [ 44 ]  |
| Châu Âu        | 12 tháng 4 năm 2019 | CD Tải xuống Streaming | Big Hit iriver Columbia [ 45 ] |
| Bắc Mĩ         | 12 tháng 4 năm 2019 | CD Tải xuống Streaming | Big Hit iriver Columbia [ 45 ] |
| Nhiều nơi khác | 12 tháng 4 năm 2019 | Tải xuống streaming    | Big Hit [ 46 ]                 |

## Đón nhận
| Đánh giá chuyên môn  | Đánh giá chuyên môn |
| Điểm trung bình      | Điểm trung bình     |
| Nguồn                | Đánh giá            |
| -------------------- | ------------------- |
| Metacritic           | 72/100              |
| Nguồn đánh giá       |                     |
| Nguồn                | Đánh giá            |
| AllMusic             | [ 48 ]              |
| NME                  | [ 49 ]              |
| The Guardian         | [ 50 ]              |
| The Independent      | [ 51 ]              |
| The Line of Best Fit | 9.5/10              |
| Pitchfork            | 6.1/10              |

Album được các nhà phê bình đón nhận nồng nhiệt. Tại Metacritic, điểm xếp hạng trung bình là 72/100 dựa trên 8 đánh giá từ các nhà phê bình chính thống, chỉ ra đánh giá chung có lợi.
Neil Z. Young của AllMusic đã cho album một đánh giá tích cực. Rhian Daly của NME đã nhận xét album có phần ấn tượng khi kết cấu từ thể loại này với thể khác.
Douglas Greenwood của The Independent đã đưa ra một đánh giá hỗn hợp cho album, anh chỉ ra khi BTS đứng trên sân khấu mà không có bạn diễn chính, cả nhóm vẫn tự tin về âm thanh của chính mình.

## Bảng xếp hạng
| Bảng xếp hạng (2019–20)                  | Vị trí cao nhất |
| ---------------------------------------- | --------------- |
| Argentine Albums (CAPIF)                 | 1               |
| Album Úc (ARIA)                          | 1               |
| Album Áo (Ö3 Austria)                    | 4               |
| Album Bỉ (Ultratop Vlaanderen)           | 3               |
| Album Bỉ (Ultratop Wallonie)             | 16              |
| Album Canada (Billboard)                 | 1               |
| Album Cộng hòa Séc (ČNS IFPI)            | 2               |
| Album Đan Mạch (Hitlisten)               | 5               |
| Album Hà Lan (Album Top 100)             | 2               |
| Estonian Albums (Eesti Ekspress)         | 2               |
| Album Phần Lan (Suomen virallinen lista) | 3               |
| Album Pháp (SNEP)                        | 5               |
| Album Đức (Offizielle Top 100)           | 3               |
| Album Hungaria (MAHASZ)                  | 7               |
| Icelandic Albums (Tónlist)               | 15              |
| Album Ireland (IRMA)                     | 6               |
| Album Ý (FIMI)                           | 5               |
| Album Nhật Bản (Oricon)                  | 2               |
| Japanese Hot Albums (Billboard Japan)    | 2               |
| Latvian Albums (LAIPA)                   | 2               |
| Lithuanian Albums (AGATA)                | 1               |
| Mexican Albums (AMPROFON)                | 3               |
| Album New Zealand (RMNZ)                 | 1               |
| Album Na Uy (VG-lista)                   | 3               |
| Album Ba Lan (ZPAV)                      | 2               |
| Album Scotland (OCC)                     | 1               |
| Slovak Albums (ČNS IFPI)                 | 6               |
| South Korean Albums (Gaon)               | 1               |
| Album Tây Ban Nha (PROMUSICAE)           | 3               |
| Album Thụy Điển (Sverigetopplistan)      | 2               |
| Album Thụy Sĩ (Schweizer Hitparade)      | 3               |
| Album Anh Quốc (OCC)                     | 1               |
| UK Independent Albums (OCC)              | 1               |
| Album Hoa Kỳ Billboard 200               | 1               |
| Album Hoa Kỳ Independent (Billboard)     | 1               |
| Album Hoa Kỳ Top Tastemaker (Billboard)  | 1               |
| Album Hoa Kỳ World (Billboard)           | 1               |

| Bảng xếp hạng (2019)               | Vị trí   |
| ---------------------------------- | -------- |
| Australian Albums (ARIA)           | 32       |
| Austrian Albums (Ö3 Austria)       | 53       |
| Belgian Albums (Ultratop Flanders) | 36       |
| Belgian Albums (Ultratop Wallonia) | 109      |
| Dutch Albums (Album Top 100)       | 63       |
| French Albums (SNEP)               | 73       |
| German Albums (Offizielle Top 100) | 42       |
| Hungarian Albums - Rank (MAHASZ)   | 31       |
| Hungarian Albums - Sales (MAHASZ)  | 35       |
| Italian Albums (FIMI)              | 97       |
| Japanese Albums (Billboard Japan)  | 21       |
| Japanese Albums (Oricon)           | 5        |
| Latvian Albums (LAIPA)             | 50       |
| New Zealand Albums (RMNZ)          | 35       |
| Polish Albums (ZPAV)               | 31       |
| South Korean Albums (Gaon)         | 1        |
| Spanish Albums (PROMUSICAE)        | 24       |
| Swiss Albums (Schweizer Hitparade) | 44       |
| UK Albums (OCC)                    | 66       |
| US Billboard 200                   | 51       |
| US Independent Albums (Billboard)  | 1        |
| US Rolling Stone 200               | 48       |
| US World Albums (Billboard)        | 1        |
| Chart (2020)                       | Position |
| South Korean Albums (Gaon)         | 45       |